# Czesław Miłosz

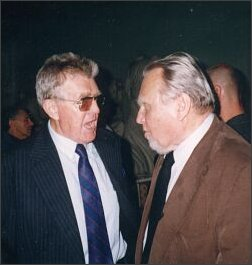
Zleva: Andrzej Miłosz (1917-2002) se svým starším bratrem Czesławem Miłoszem (1911-2004) v roce 1999.

Czesław Miłosz ([ ˈʧ̑ɛswaf ˈmʲiwɔʃ]; 30. června 1911, Šeteniai, Ruské impérium – 14. srpna 2004, Krakov, Polsko) byl polský básník, esejista a překladatel, nositel Nobelovy ceny za literaturu za rok 1980, nositel ocenění Spravedlivý mezi národy.

## Život
Narodil se v litevské vesnici, která tehdy patřila Rusku, ve vzdělané šlechtické rodině a dostal tradiční katolické vychování, s nímž se nikdy zcela nerozešel, s nímž se však později bolestně vyrovnával. Jeho otec, stavební inženýr, za války cestoval po stavbách v Rusku a rodina cestovala s ním. V letech 1929–1934 studoval práva na Vilenské univerzitě a roku 1931 navštívil Paříž, kde ho jeho strýc uvedl do četby švédského mystika E. Swedenborga. V tomtéž roce spoluzaložil „katastrofický“ avantgardní časopis Žagary. Po promoci a ročním stipedijním pobytu v Paříži působil v polském rozhlase ve Vilniusu, ve Varšavě a jako válečný zpravodaj v Rumunsku. Roku 1940 se vrátil do Vilniusu a přijal litevské občanství, ale po sovětské okupaci Litvy v červnu odjel do Varšavy, kde pracoval v knihovně. Po porážce Varšavského povstání roku 1944 se přestěhoval do Krakova. Vždycky se považoval za občana Polsko-litevské unie a byl hrdý na mnohonárodnostní charakter tohoto soustátí, což mu někteří polští nacionalisté vytýkali.
Po druhé světové válce Miłosz podporoval nový režim, protože soudil, že má povinnost se podílet na budování nového společenského a politického řádu. Působil v USA a v Paříži jako polský kulturní atašé, byl však vůči režimu stále skeptičtější. Koncem roku 1950 při návštěvě Varšavy mu policie odebrala pas, ale na nátlak významných osobností mohl v únoru 1951 odjet do Paříže, kde dostal politický azyl. Část polské emigrace ho přesto dlouho odmítala. Roku 1953 poprvé vyšla jeho Zotročená mysl, v níž na čtyřech anonymních postavách ukázal, čím stalinismus přitahuje spisovatele. Kniha měla velký úspěch a byla přeložena do mnoha jazyků.
Od roku 1960 přednášel polskou literaturu a slovanské jazyky na Kalifornské univerzitě v Berkeley a roku 1970 získal americké občanství. Roku 1978 získal Neustadtovu cenu za literaturu a v roce 1980 Nobelovu cenu. 1980 navštívil Polsko, kde mohly poprvé vyjít některé jeho knihy, ale brzy se vrátil do Berkeley a v následujícím roce byl v Polsku zase zakázán. Roku 1989 dostal čestný doktorát Harvardovy univerzity.
Od roku 1989 navštěvoval Krakov, kam se roku 1993 přestěhoval a kde v roce 2004 zemřel. Jeho tělesné pozůstatky jsou uloženy po boku dalších polských velikánů v kryptě Kostela sv. Archanděla Michaela a sv. Stanislava na Skałce v Krakově.
Roku 1994 byl vyznamenán Řádem bílého orla a v památníku Jad Vašem v Jeruzalémě je za svou činnost za války zapsán jako Spravedlivý mezi národy. O čtyři roky později, 1998, získal prestižní polskou Literární cenu Nike za dílo „Piesek przydrożny“ (česky Pejsek u cesty). Rok 2011 byl, rozhodnutím polského Sejmu, rokem Czesława Miłosze.

## Dílo
Velkou většinu svého díla napsal Milosz polsky, měl však velmi dobré překladatele do různých jazyků. Sám také hojně překládal z poezie anglické, americké, francouzské a španělské, vydal i překlady starozákonních biblických textů.

### Poezie

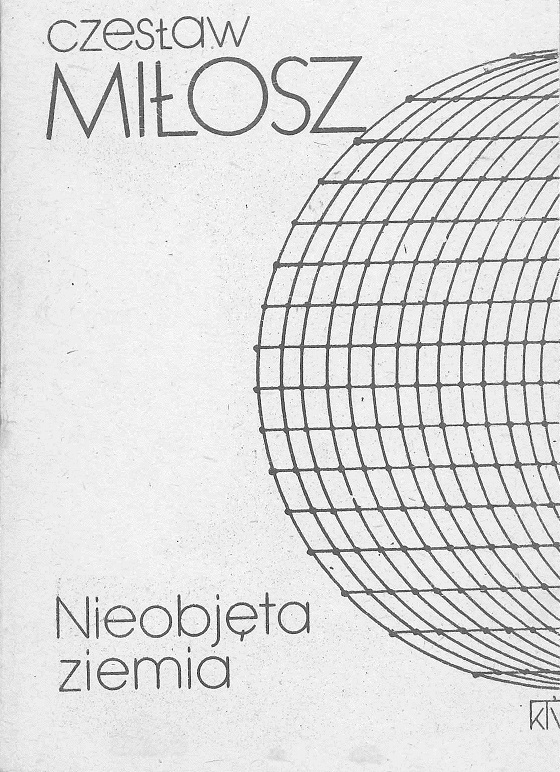
Nieobjęta ziemia, dílo Czesława Miłosze

Vycházel z avantgardy a neoklasicismu, od 70. let je jeho poezie více meditativní.
- Poema o vychladlém čase (1933) - debut s výraznými znaky katastrofismu
- Tři zimy (1936) - předtucha válečného konfliktu
- Záchrana (1945) - ve sbírce zachytil autor tragický osud národa
- Traktát morální (1948) - sbírkou prolíná skeptické uvědomování si rozporuplnosti světa
- Traktát poetický (1957) - hledá společenský a filozofický charakter současného století.

Estetický a filozofický rozměr mají i další sbírky:
- Král Popiel (1962)
- Kde vychází slunce a kdy zapadá (1974)
- Hymnus o perle (1982)
- Neobsáhnutelná Země (1984) - sbírka básní, překladů, citátů z básníků a filozofů.

Do krajiny dětství a mládí se vrací ve sbírkách:
- Kroniky (1987)
- Vzdálenější okolí (1991)
- Na břehu řeky (1994)

### Próza
Po své emigraci v padesátých letech se Milosz začal prosazovat jako esejista a prozaik.
Studie východoevropských totalitních systémů se objevují v dílech:
- Zotročený duch (1953) - esej
- Dobytí moci (1953) - román
- Údolí Issy (1954) - v tomto románu se autor vrací do časů dětství, strávených v Litvě
- Rodná Evropa (1959) - kniha esejů
- Dějiny polské literatury (1969), anglicky pro studenty v USA
- Soukromé závazky (1972) - esej
- Země Ulro (1977) - esej

### Překlady do češtiny
- Hymnus o perle. Praha: MF 1992
- Mapa času. Praha: Odeon 1990
- Pejsek u cesty. Praha: MF 2000
- Rodná Evropa. Olomouc: Votobia 1997
- Saligia a jiné eseje. Brno: Barrister a Principal 2005
- Svědectví poezie - šest přednášek o neduzích našeho věku. Praha: MF 1992
- Svět: prosté básně. Zblov: Opus 2008
- To. Praha: Paseka 2003
- Traktáty a přednášky ve verších. Olomouc: Votobia 1996
- Údolí Issy. Praha: MF 1993
- Záhrada vied: eseje. Bratislava: Kaligram 2002
- Zotročený duch. Praha: Torst 1992
- Poslední básně. Praha: Triáda 2011
- Myslivcův rok. Brno: Host 2011

## Fotogalerie

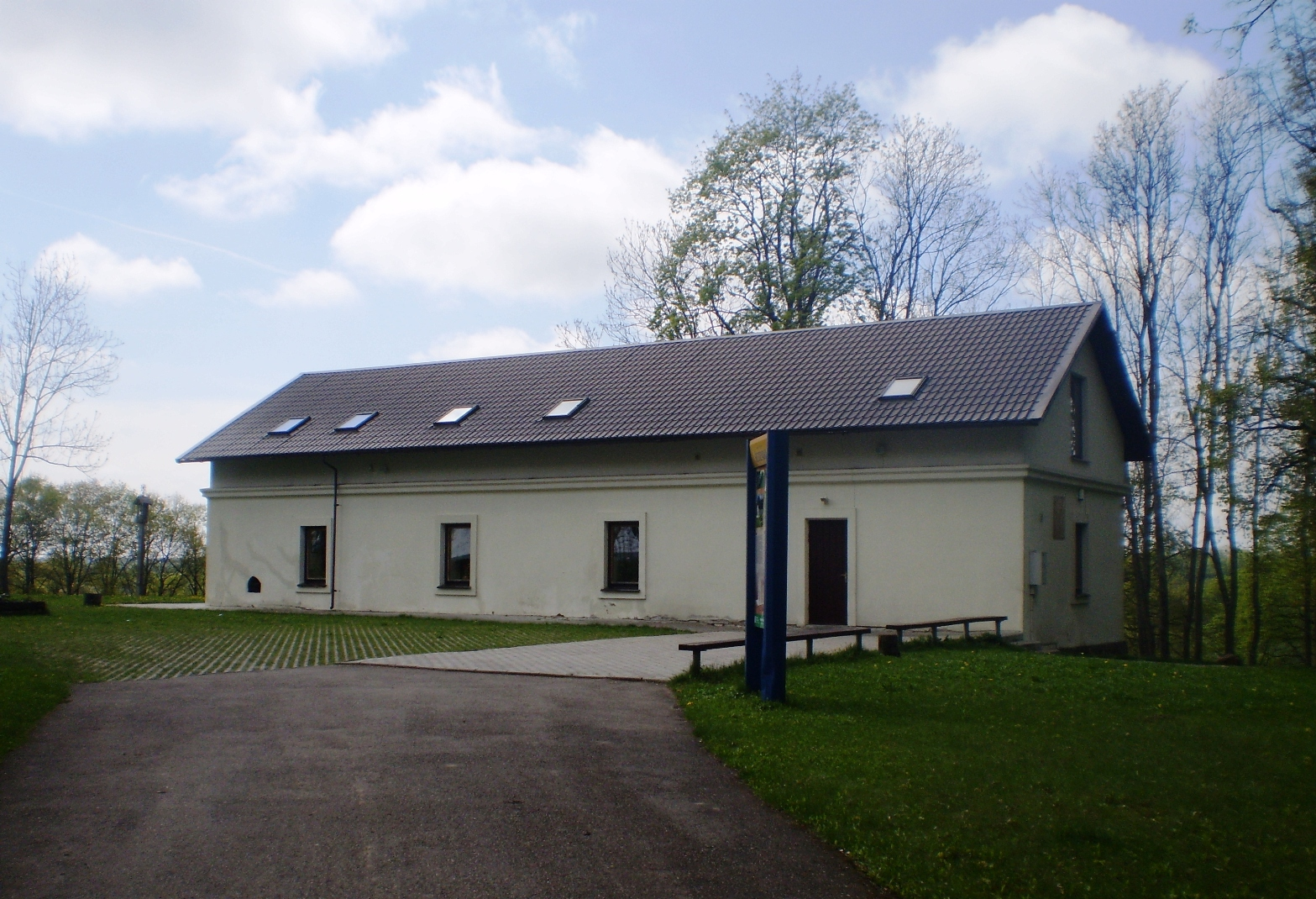
Rodný dům Czesława Miłosze v Šeteniai (Litva)
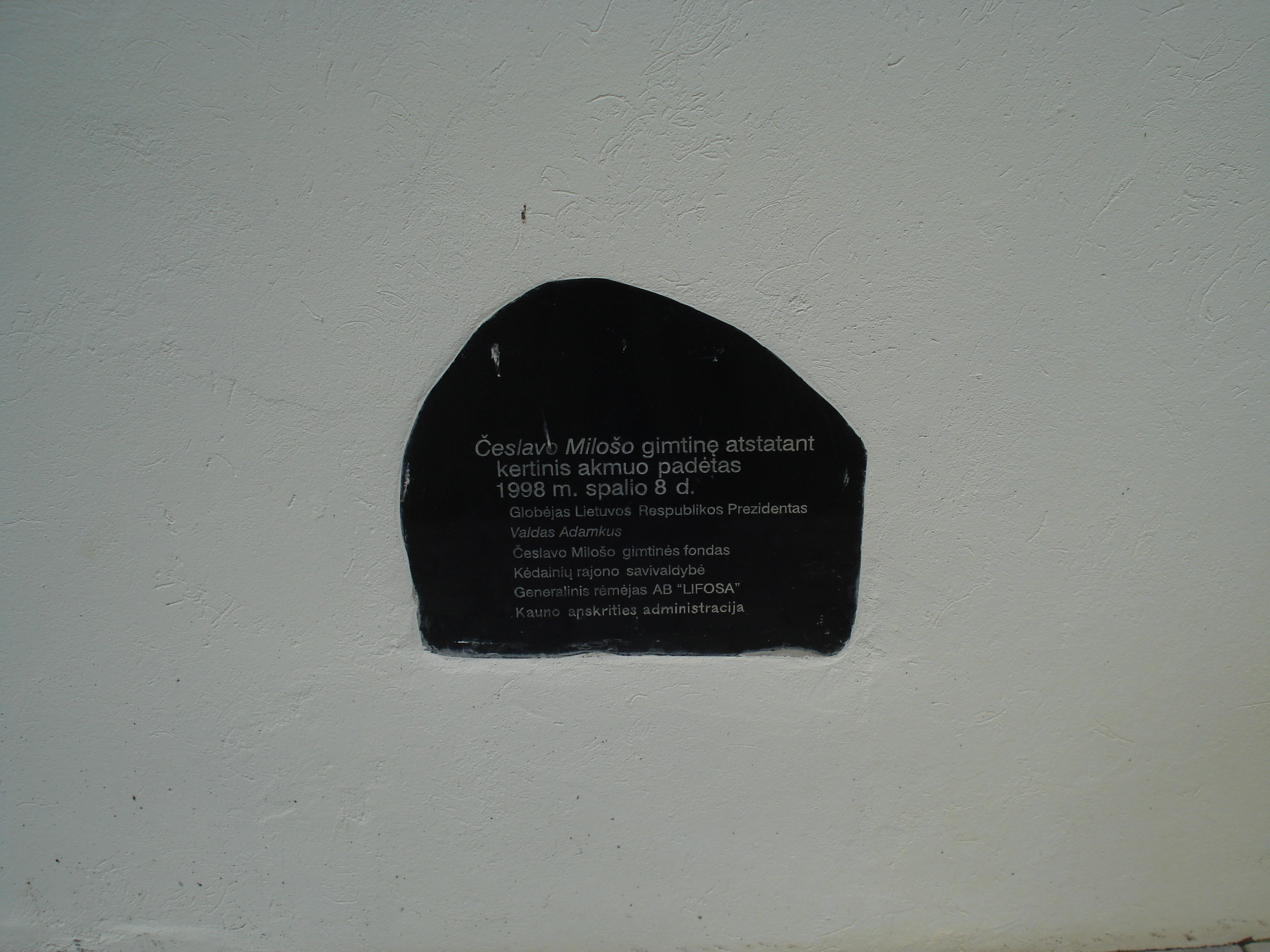
Pamětní deska na jeho rodném domě
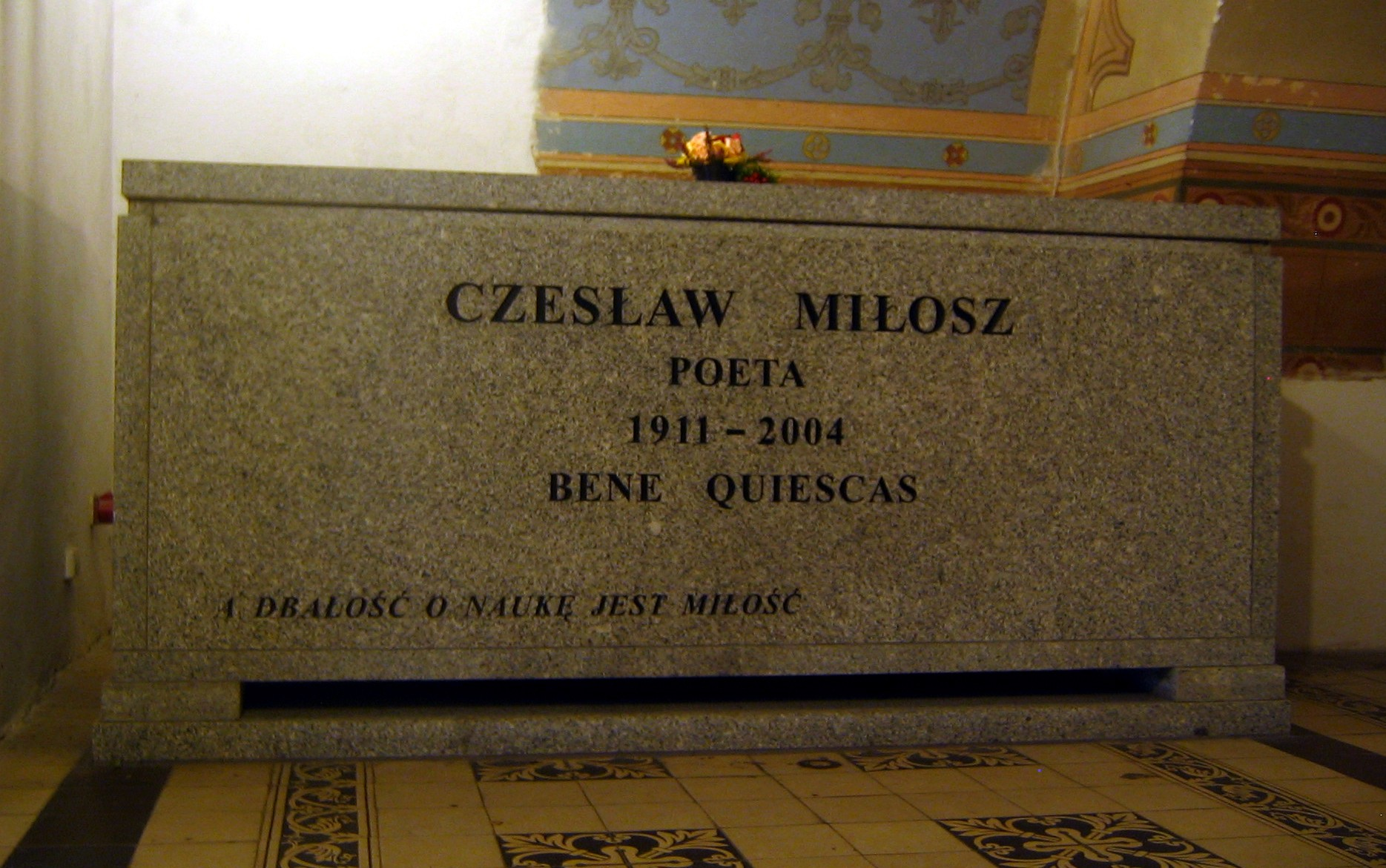
Sarkofág Czesława Miłosze na 'Skałce' v Krakově
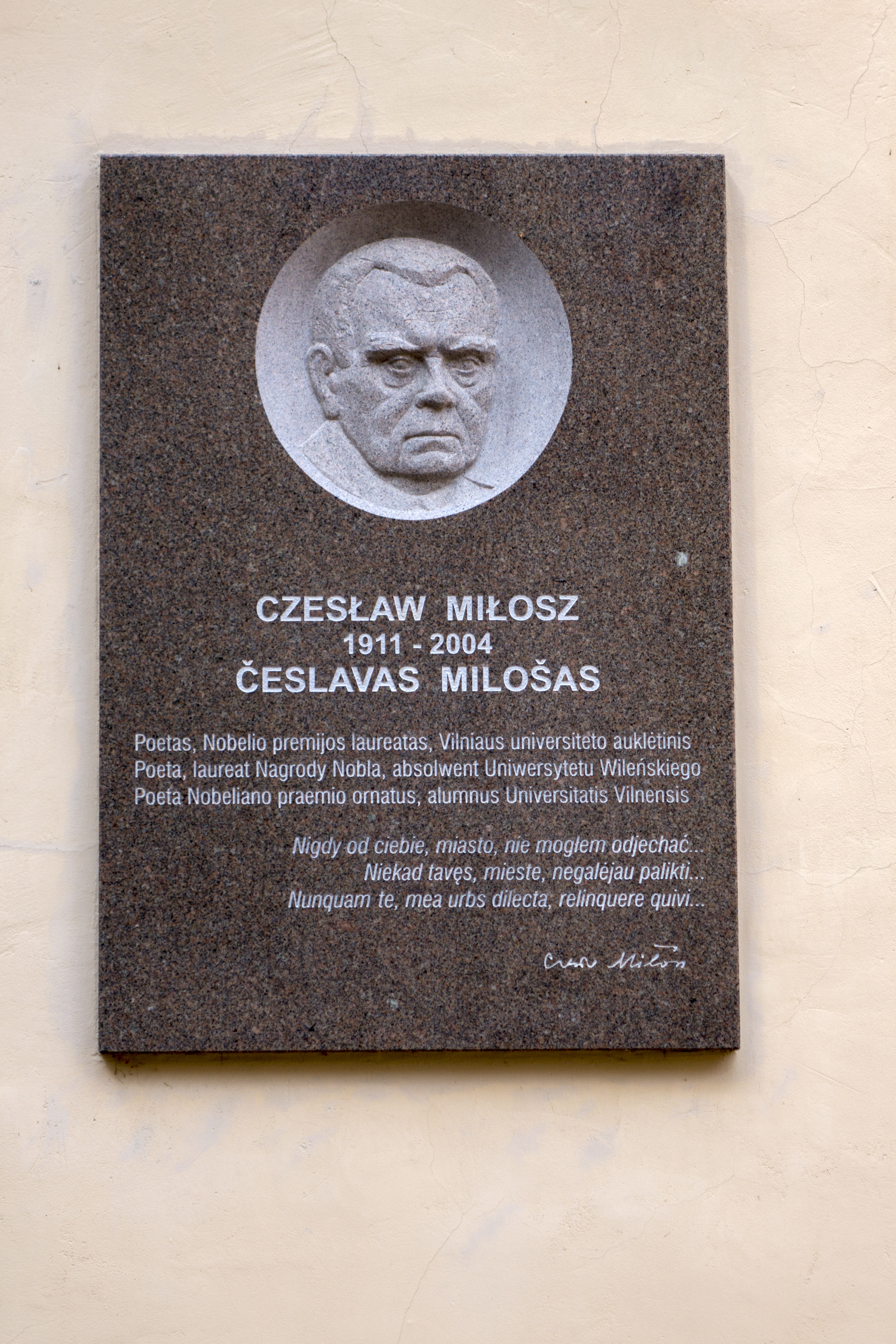
Pamětní deska na zdi Vilniuské univerzity (Litva)
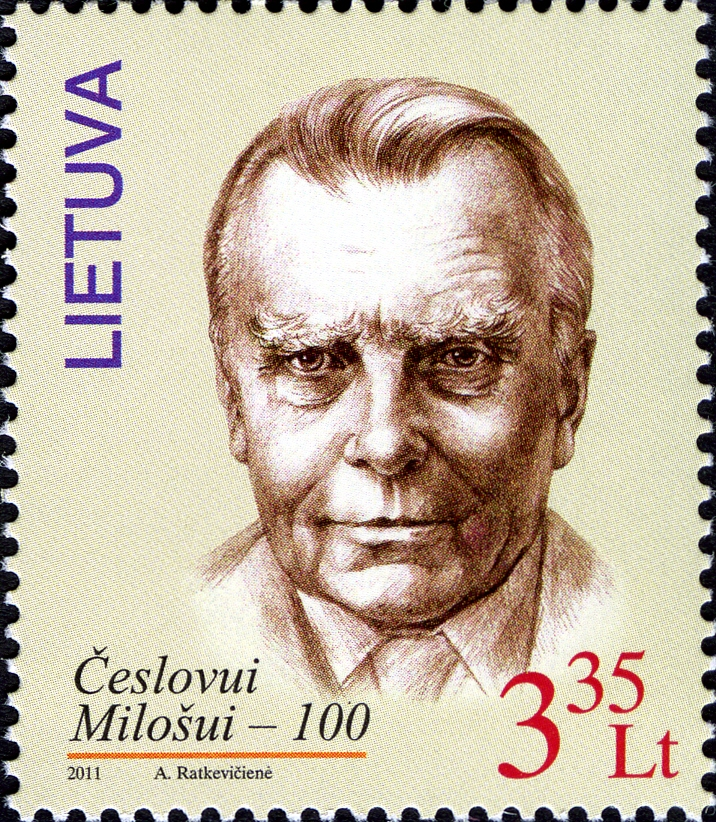
Czesław Miłosz na litevské známce (2011)